# Kemisk energi
Kemisk energi er den energi der frigives hvis et stof, f.eks. benzin, olie eller mad, forbrændes fuldstændigt. Ved fuldstændig forbrænding (fuldstændig oxidation) ændres de kemiske bindinger mellem atomerne og summen af ændringerne i bindingernes potentielle energi er den kemiske energi.
Videnskaben om bestemmelse af kemisk energi kaldes kalorimetri (varmemåling) og den kemiske energi kan eksempelvis måles med kalorimeter, hvorfor kemisk energi også kaldes kalorimetrisk energi.

## Brændværdier
Et stofs brændværdi angiver energien forbundet ved afbrænding af en bestemt mængde af stoffet. Det er normalt den kalorimetriske brændværdi eller øvre brændværdi, altså den (totale) kemiske energi i en bestemt mængde stof, der tales om. Den nedre brændværdi og fysiologiske brændværdi (for mad og drikke) er hhv. kompenseret for energi tabt i vanddamp og uoptaget energi i afføring.

## Eksempler på kemisk energi
Kemisk energi er bl.a. kendt som den energiform, der opstår i fotosyntesen, hvor sollysets elektromagnetiske energi bliver omdannet til bindinger i glukosemolekylet. Det er også den energiform, som omsættes ved menneskers og dyrs stofskifte. Når vores krop nedbryder og fordøjer den mad, vi har spist, forbrændes energigivende stoffer fra maden (bl.a. forskellige proteiner, kulhydrater og fedtstoffer). Den herved frigivne energi bruger kroppen til at holde forskellige kemiske processer i gang, så vi kan tænke, føle og bevæge os, og sådan at kropstemperaturen fastholdes på ca. 37 grader.